# Roberto Gerhard
Robert Juan René Gerhard Ottenwaelder (Valls, Tarragona, España 25 de septiembre de 1896 - Cambridge, Reino Unido, 5 de enero de 1970) fue un compositor español nacido en Valls (Cataluña). Hijo de padre suizo y madre francesa, de Alsacia. Exiliado tras la guerra civil española, murió en Inglaterra, en donde desarrolló gran parte de su carrera. Roberto Gerhard está considerado uno de los más grandes compositores españoles del siglo XX.
El fondo personal de Roberto Gerhard se conserva en la biblioteca del Institut d’Estudis Vallencs, en la biblioteca de la Universidad de Cambridge y en la Biblioteca de Cataluña.

## Biografía
Aunque recibió educación musical desde niño, su padre se opuso a que eligiera la música como profesión. Tras dos años de estudios comerciales en Suiza, retornó a su tierra para estudiar piano bajo la dirección de Enrique Granados y composición bajo la de Felipe Pedrell, maestro también de Albéniz, Falla y el propio Granados. Después de la muerte de Pedrell, buscando orientación, visitó primero a Falla en Granada, pero le descartó como posible maestro y decidió encerrarse en una masía catalana para reflexionar en su futuro profesional y concentrarse en su trabajo. Buscando sistematicidad, dirigió su mirada a la música de vanguardia germana y decidió enviar una extensa carta al entonces ya célebre compositor vienés Arnold Schönberg, a la que adjuntó sus composiciones, el 21 de octubre de 1923, rogándole ser aceptado como su alumno. Tras la conformidad de este, Gerhard partió inmediatamente a Viena y se instaló allí para recibir sus enseñanzas, convirtiéndose así en el único alumno español del maestro vienés y pasando a formar parte de la llamada Segunda Escuela de Viena. Gerhard estudió con Arnold Schönberg en Viena y en Berlín, entre 1923 y 1928 y la relación maestro-alumno se convirtió en una auténtica amistad con el maestro vienés hasta la muerte de este, como muestra la correspondencia completa editada entre ambos compositores.
De vuelta a Barcelona en 1928, dedicó todo su esfuerzo a la promoción de la música nueva a través de conciertos y también de sus artículos. Amigo de Miró y de Pau Casals, trajo a Schönberg y Webern a Barcelona. Fue el alma del festival que la Sociedad Internacional para la Música Contemporánea (SIMC) celebró en Barcelona en 1936, en el que se estrenó el Concierto para violín de Alban Berg. Simultáneamente, llevó a cabo una obra musicológica consistente en la recolección, edición e interpretación de música antigua española desde el Renacimiento hasta el siglo XVIII.
Identificado con la II República Española y la autonomía catalana, fue asesor musical del Gobierno de la Generalidad. El triunfo final de Francisco Franco lo condujo al exilio, primero a Francia y luego al Reino Unido (Cambridge). En vida de Franco sólo volvió en visitas privadas, y el régimen se ocupó mientras tanto de que fuera ignorado en su país. A partir de su exilio empezó a usar militantemente la forma Roberto de su nombre de pila. Sus obras de los años 1940 revelan, por sus temas explícitamente españoles y catalanes, una añoranza de la patria perdida; de 1940 es una Sinfonía en memoria de Felipe Pedrell, su maestro, y una primera versión del ballet Don Quijote. Sus esfuerzos culminaron en la ópera La Dueña (The Duenna, en inglés) sobre un texto inglés de Richard Brinsley Sheridan. A lo largo de los años 1950, la influencia del serialismo de Schönberg, que actúa como trasfondo en unas obras esencialmente nacionalistas, lo condujo a una aproximación cada vez más vanguardista a la composición, a la vez que a un extenso reconocimiento de su obra, que lo llevó a enseñar también en Estados Unidos.
En esa misma época se empezó a manifestar el problema cardíaco que acabaría con su vida. Murió en Cambridge en 1970. Su demorado prestigio en España empezó con el estreno, póstumo, de La Dueña en 1992, en Madrid y en Barcelona.

## Obra
Las obras más significativas de Gerhard, además de las mencionadas, son cuatro sinfonías, un concierto para orquesta, conciertos para violín, piano y clavicordio, la cantata La peste (basada en la novela homónima de Albert Camus), los ballets Ariel, Don Quijote, Pandora y Veladas de Barcelona, así como distintas piezas para variados conjuntos de cámara, incluidas sardanas para ser interpretadas por cobla. Fue el primer compositor de música electrónica en Gran Bretaña, con la partitura que acompañó al montaje de 1955 de El rey Lear de la Royal Shakespeare Company. De la producción camerística de su último periodo destaca la trilogía de piezas sobre temas astrológicos: Géminis, Leo y Libra. En estas obras, como en su cuarta sinfonía, apuesta por un lenguaje de gran modernidad que sitúa a Gerhard a la cabeza de las inquietudes estéticas de su tiempo.